# 不都合な真実2 放置された地球
『不都合な真実2 放置された地球』（ふつごうなしんじつ2 ほうちされたちきゅう、An Inconvenient Sequel: Truth to Power）は、ボニー・コーエンとジョン・シェンクによる2017年のアメリカ合衆国のドキュメンタリー映画である。『不都合な真実』（2006年）の続編であり、気候変動問題に取り組むアル・ゴア元米国副大統領がとらえられ、2016年のパリ協定調印までの道のりに焦点が当てられる。2017年7月28日にパラマウント映画配給で封切られ、全世界で500万ドル以上を売り上げた。

## 内容
気候変動問題への取り組みと再生可能エネルギーへの投資を政府指導者に勧めるアル・ゴアの働き、そして2016年のパリ協定調印がとらえられる。

## キャスト
- アル・ゴア（日本語吹替：山野井仁）

## 製作
『不都合な真実』の監督であるデイビス・グッゲンハイムは2013年に続編の計画について「私はそれについて多く考える。我々が今、必要なものだと思う」と述べた。2014年、『ハリウッド・リポーター』はプロデューサーたちが続編の可能性を協議したことを報じた。共同プロデューサーのローレンス・ベンダーは「私たちは会って相談した。私たちが映画を作るならば、影響を与えたい」と述べた。同じくプロデューサーのデヴィッドも続編の必要性を訴えた。彼は「あの映画の中の全ては過ぎ去った。私たちがあの映画を作った時、ハリケーン・カトリーナがあったが、今では毎週のように異常気象がある。アップデートは信じられない、驚くべきものでなければならない」と語った。
2016年12月、アル・ゴアは2017年のサンダンス映画祭で『不都合な真実』の続編が公開されることを発表した。またパラマウント映画配給で2017年内封切り予定であることも明かした。
2017年6月、ドナルド・トランプ大統領がパリ協定離脱を宣言したことを受けて映画製作者たちは7月の封切り前にトランプがより大きな悪役になるよう再編集すると発表した

## 公開
製作費は100万ドルであるのに対しアメリカ合衆国とカナダでは約350万ドル、全世界で合わせて約520万ドルを売り上げている。

### 批評家の反応
Rotten Tomatoesでは140件のレビューで支持率は79%、平均点は6.6/10となっている。Metacriticでは36の批評家で加重平均値を68/100と示している。